# Człowiek z Hawru
Człowiek z Hawru (oryg. Le Havre) – fińsko-francusko-niemiecki film tragikomiczny z 2011 roku w reżyserii i według scenariusza Aki Kaurismäkiego.

## Premiera i dystrybucja
Światowa premiera filmu miała miejsce 17 maja 2011 roku w konkursie głównym na 64. MFF w Cannes. Na tym festiwalu obraz otrzymał nagrodę FIPRESCI.
Polska premiera filmu odbyła się 26 lipca 2011 roku w ramach 11. MFF Nowe Horyzonty we Wrocławiu. Z dniem 8 stycznia 2012 dystrybutor Gutek Film wprowadził film do dystrybucji kinowej na terenie Polski.
Obraz został wyselekcjonowany jako oficjalny kandydat Finlandii do Oscara dla najlepszego filmu nieanglojęzycznego podczas 84. ceremonii wręczenia Oscarów.

## Fabuła
Miejscem akcji jest Hawr, francuskie miasto portowe nad kanałem La Manche. Mieszka tu Marcel Marx, lokalny pucybut i były pisarz, który z trudem wiąże koniec z końcem. Jednakże bohater ma złote serce, zbytnio nie przejmuje się problemami i żyje w szczęściu wraz ze swoją żoną Arletty. Pewnego dnia Marcel spotyka Idrissę, chłopca z Gabonu, który próbuje dostać się do Anglii. Marcel ratuje chłopaka, ukrywa go przed strażą graniczną oraz pomaga dotrzeć do matki w Anglii.

## Obsada
- André Wilms jako Marcel Marx
- Kati Outinen jako Arletty, żona Marcela
- Jean-Pierre Darroussin jako komisarz Monet
- Blondin Miguel jako Idrissa
- Elina Salo jako Claire, właścicielka baru « Le Moderne »
- Evelyne Didi jako Yvette, właścicielka piekarni
- Quoc Dung Nguyen jako Chang, pucybut

i inni

## Nagrody i nominacje
64. Międzynarodowy Festiwal Filmowy w Cannes
- nagroda: nagroda FIPRESCI − Aki Kaurismäki
- nominacja: Złota Palma − Aki Kaurismäki

24. ceremonia wręczenia Europejskich Nagród Filmowych
- nominacja: Najlepszy Europejski Film − Aki Kaurismäki
- nominacja: Najlepszy Europejski Reżyser − Aki Kaurismäki
- nominacja: Najlepszy Europejski Scenarzysta − Aki Kaurismäki
- nominacja: Najlepszy Europejski Aktor − André Wilms

16. ceremonia wręczenia Satelitów
- nominacja: najlepszy film zagraniczny (Finlandia)

37. ceremonia wręczenia Cezarów
- nominacja: najlepszy film − Aki Kaurismäki i Fabienne Vonier
- nominacja: najlepszy reżyser − Aki Kaurismäki
- nominacja: najlepsza scenografia − Wouter Zoon

Nagroda Louisa Delluca (2011)
- najlepszy film francuski